# Amt Penzliner Land
Amt Penzliner Land – niemiecki związek gmin leżący w kraju związkowym Meklemburgia-Pomorze Przednie, w powiecie Mecklenburgische Seenplatte. Siedziba związku znajduje się w mieście Penzlin. Powstał 1 stycznia 2001.
W skład związku wchodzą cztery gminy, w tym jedna gmina miejska (Stadt) oraz trzy gminy wiejskie (Gemeinde):
1. Ankershagen
2. Kuckssee
3. Möllenhagen
4. Penzlin, miasto

## Zmiany administracyjne
- 1 stycznia 2011
  - przyłączenie gminy Klein Lukow do miasta Penzlin
- 1 stycznia 2012
  - utworzenie gminy Kuckssee z gmin Krukow, Lapitz i Puchow
  - przyłączenie gminy Mallin do miasta Penzlin